# Jurijs Molotkovs
Jurijs Molotkovs (in russo Юрий Молотков?; 6 giugno 1974) è un ex calciatore lettone, di ruolo attaccante.

## Carriera

### Club
Ha cominciato la sua carriera nell'Auseklis, all'epoca noto prima come, BJSS Daugavpils. Non è nota la sua militanza nel 1993; nel 1994 giocò nel Ķīmiķis, poi l'anno dopo scese in 1. Līga col Lokomotīve Daugavpils con cui ottenne la promozione in Virslīga.
Dopo altre due stagioni passò nel 1998 al LU/Daugava Riga, dove rimase per un'unica stagione, al termine del quale il club fallì. Passò quindi all'FK Riga, dove rimase due anni e vinse la Latvijas kauss 1999, prima di trasferirsi al Dinaburg.
Nel 2001 scese nuovamente in 1. Līga al Ditton, mentre l'anno seguente chiuse la sua carriera con lo Zibens/Zemessardze.

### Nazionale
Giocò la sua unica gara in nazionale il 26 giugno 1998, in un'amichevole contro Andorra; la sua gara durò 59 minuti, venendo sostituito da Aleksejs Šarando.

## Statistiche

### Cronologia presenze e reti in Nazionale
| Cronologia completa delle presenze e delle reti in nazionale ― Lettonia | Cronologia completa delle presenze e delle reti in nazionale ― Lettonia | Cronologia completa delle presenze e delle reti in nazionale ― Lettonia | Cronologia completa delle presenze e delle reti in nazionale ― Lettonia | Cronologia completa delle presenze e delle reti in nazionale ― Lettonia | Cronologia completa delle presenze e delle reti in nazionale ― Lettonia | Cronologia completa delle presenze e delle reti in nazionale ― Lettonia | Cronologia completa delle presenze e delle reti in nazionale ― Lettonia |
| Data                                                                    | Città                                                                   | In casa                                                                 | Risultato                                                               | Ospiti                                                                  | Competizione                                                            | Reti                                                                    | Note                                                                    |
| ----------------------------------------------------------------------- | ----------------------------------------------------------------------- | ----------------------------------------------------------------------- | ----------------------------------------------------------------------- | ----------------------------------------------------------------------- | ----------------------------------------------------------------------- | ----------------------------------------------------------------------- | ----------------------------------------------------------------------- |
| 26-6-1998                                                               | Pärnu                                                                   | Andorra                                                                 | 0 – 2                                                                   | Lettonia                                                                | Amichevole                                                              | -                                                                       | 59’                                                                     |
| Totale                                                                  |                                                                         | Presenze                                                                | 1                                                                       |                                                                         | Reti                                                                    | 0                                                                       |                                                                         |

## Palmarès

### Clib
- Coppa di Lettonia: 1

Rīga: 1999